# Rail Delivery Group

Das Logo der ATOC

Die Rail Delivery Group (RDG), bis 2017 als Association of Train Operating Companies (ATOC; deutsch Verband der Eisenbahnverkehrsunternehmen) bekannt, ist ein Verband, der die Interessen von 23 britischen Eisenbahngesellschaften vertritt. Diese betreiben den Personenverkehr auf dem privatisierten Eisenbahnnetz des Vereinigten Königreiches. Der Verband besitzt die Markenrechte an National Rail und ist auch für die Ausgabe von Abonnementen sowie die Lizenzierung von Reisebüros mit Bahnreiseangeboten zuständig. Der Verein mit Sitz in London wurde 1994 gegründet.

## Aktivitäten
RDG verlegt darüber hinaus auch den National Routeing Guide, welcher die erlaubten Wegetexte für nicht zuggebundene Fahrkarten nach dem britischen Inlandstarif aufzählt (und somit im weitesten Sinne dem Tfv 603 der Deutschen Bahn entspricht), und stellt diesen online zur Verfügung (siehe Weblink unten).
RDG vermarktet über die Tochtergesellschaft ATOC Ltd zentral geführte Angebote der Eisenbahnbranche in Großbritannien, wie Railcards (Rabattkarten, die der BahnCard in Deutschland bzw. der Halbtax in der Schweiz entsprechen, jedoch für bestimmte demografisch oder geografisch limitierte Kundenkreise).
Darüber hinaus wird im Auftrag von RDG auch ein zentrales Buchungs- und Reservierungssystem (NRS – National Reservations System) betrieben, welches durch Vertriebseinrichtungen der Eisenbahnverkehrsunternehmen und Dritter genutzt wird, um Fahrpreisauskünfte für kontingentierte Sparpreise zu erhalten und Reservierungen zu buchen.
Das Tochterunternehmen Rail Settlement Plan (RSP) verteilt die Einkünfte aus dem Verkauf von Fahrscheinen über das elektronische ORCATS-System (Operational Research Computerised Allocation of Tickets to Services) und organisiert gemeinsam mit Network Rail die Erstellung der Fahrpläne im gesamten Eisenbahnnetz. Somit treten die Bahnunternehmen gegenüber den Fahrgästen einheitlich auf. RSP stellt auch Richtlinien über das Format und die elektronische Lesbarkeit von Fahrkarten und Railcards auf und akkreditiert Vertriebssysteme für Fahrkarten.

## Geschichte
Im Zuge der Bahnprivatisierung in Großbritannien wurde die ATOC 1993 gegründet, um das zu Staatsbahnzeiten eingerichtete gemeinsame Tarifsystem beizubehalten.
Eine ähnliche Organisation existierte bereits seit Mitte des 19. Jahrhunderts bis zur Verstaatlichung aller britischen Eisenbahnen 1948, das Railway Clearing House.
2013 ging die Zuständigkeit für Presse- und Politikkommunikation auf die Rail Delivery Group über, eine gemeinsame Arbeitsgruppe von ATOC und Network Rail.
Vom 24. Oktober 2016 an übernahm die ehemalige ATOC den Namen Rail Delivery Group für sämtliche Funktionen.